# Ruben Loftus-Cheek
Ruben Loftus-Cheek, né le 23 janvier 1996 à Lewisham, est un footballeur international anglais qui évolue au poste de milieu de terrain au club italien de l'AC Milan.

## Biographie

### Jeunesse
Il naît le 23 janvier 1996 à Lewisham. Il est le fils de Trevor Loftus, un immigré guyanien et de Juliette Cheek, britannique.

### En club
Le 10 décembre 2014, il fait ses débuts pour Chelsea lors d'un match de Ligue des champions contre l'équipe portugaise du Sporting Clube de Portugal.
Le 13 juillet 2017, il est prêté pour une saison à Crystal Palace. Le 25 novembre suivant, le milieu anglais inscrit son premier but avec les Eagles face à Stoke City en Premier League (victoire 2-1). Il inscrit deux buts en vingt-matchs avec les Eagles avant de retrouver le club de Chelsea à l'issue de la saison.
De retour à Chelsea, il inscrit un triplé lors d'un match de Ligue Europa contre le BATE Borisov (3-1) le 25 octobre 2018. En mai 2019, il subit une rupture d'un tendon d'Achille, ce qui le prive de compétition durant plusieurs mois. Durant sa convalescence, il prolonge son contrat avec Chelsea jusqu'en 2024. En octobre 2020, il est prêté à Fulham FC pour le reste de la saison 2020-2021.
Le 29 juin 2023, après neuf ans passés dans son club formateur, il quitte la capitale anglaise et s'engage à l'AC Milan où il signe un contrat de quatre saisons. Le montant du transfert est estimé à environ 15 millions de livres.

### En sélection
Le 11 juin 2015, Loftus-Cheek fait ses débuts avec l'équipe d'Angleterre espoirs face à la Biélorussie. En mai 2016, il remporte le Tournoi de Toulon avec les espoirs anglais. Il est nommé meilleur joueur de la compétition à l'issue du tournoi.
Le 10 novembre 2017, il honore sa première sélection avec l'équipe d'Angleterre en étant titularisé lors d'un match amical face à l'Allemagne (0-0).
Ruben Loftus-Cheek fait partie des vingt-trois joueurs sélectionnés en équipe d'Angleterre pour disputer la Coupe du monde 2018. Il prend part aux trois rencontres des Anglais lors de la phase de groupes ainsi qu'au match pour la troisième place perdu face à la Belgique (2-0).

## Statistiques
| Saison                | Club                  | Championnat           | Championnat | Championnat | Championnat | Coupe nationale | Coupe nationale | Coupe nationale | Coupe de la Ligue | Coupe de la Ligue | Coupe de la Ligue | Supercoupe | Supercoupe | Supercoupe | Compétition(s) continentale(s) | Compétition(s) continentale(s) | Compétition(s) continentale(s) | Compétition(s) continentale(s) | Angleterre | Angleterre | Angleterre | Total | Total | Total |
| Saison                | Club                  | Division              | M.          | B.          | P.d.        | M.              | B.              | P.d.            | M.                | B.                | P.d.              | M.         | B.         | P.d.       | Comp.                          | M.                             | B.                             | P.d.                           | M.         | B.         | P.d.       | M.    | B.    | P.d.  |
| 2014-2015             | Chelsea FC            | Premier League        | 3           | 0           | 0           | -               | -               | -               | -                 | -                 | -                 | -          | -          | -          | C1                             | 1                              | 0                              | 0                              | -          | -          | -          | 4     | 0     | 0     |
| 2015-2016             | Chelsea FC            | Premier League        | 13          | 1           | 0           | 2               | 1               | 1               | 1                 | 0                 | 1                 | -          | -          | -          | C1                             | 1                              | 0                              | 0                              | -          | -          | -          | 17    | 2     | 2     |
| 2016-2017             | Chelsea FC            | Premier League        | 6           | 0           | 0           | 3               | 0               | 1               | 2                 | 0                 | 1                 | -          | -          | -          | -                              | -                              | -                              | -                              | -          | -          | -          | 11    | 0     | 2     |
| 2018-2019             | Chelsea FC            | Premier League        | 24          | 6           | 2           | 2               | 0               | 0               | 3                 | 0                 | 0                 | -          | -          | -          | C3                             | 11                             | 4                              | 3                              | 2          | 0          | 0          | 42    | 10    | 5     |
| 2019-2020             | Chelsea FC            | Premier League        | 7           | 0           | 1           | 2               | 0               | 0               | -                 | -                 | -                 | -          | -          | -          | C1                             | 0                              | 0                              | 0                              | -          | -          | -          | 9     | 0     | 1     |
| 2020-2021             | Chelsea FC            | Premier League        | 1           | 0           | 0           | -               | -               | -               | 0                 | 0                 | 0                 | -          | -          | -          | C1                             | 1                              | 0                              | 0                              | -          | -          | -          | 2     | 0     | 0     |
| 2021-2022             | Chelsea FC            | Premier League        | 24          | 0           | 2           | 5               | 1               | 1               | 2                 | 0                 | 0                 | -          | -          | -          | C1                             | 8                              | 0                              | 1                              | -          | -          | -          | 39    | 1     | 4     |
| 2022-2023             | Chelsea FC            | Premier League        | 22          | 0           | 0           | -               | -               | -               | 1                 | 0                 | 0                 | -          | -          | -          | C1                             | 7                              | 0                              | 0                              | -          | -          | -          | 30    | 0     | 0     |
| Sous-total            | Sous-total            | Sous-total            | 100         | 7           | 4           | 14              | 2               | 3               | 9                 | 0                 | 2                 | -          | -          | -          | -                              | 29                             | 4                              | 4                              | 2          | 0          | 0          | 154   | 13    | 13    |
| 2017-2018             | Crystal Palace (prêt) | Premier League        | 24          | 2           | 3           | -               | -               | -               | 1                 | 0                 | 1                 | -          | -          | -          | -                              | -                              | -                              | -                              | 8          | 0          | 2          | 33    | 2     | 6     |
| 2020-2021             | Fulham FC (prêt)      | Premier League        | 33          | 1           | 1           | 2               | 0               | 0               | 1                 | 0                 | 0                 | -          | -          | -          | -                              | -                              | -                              | -                              | -          | -          | -          | 36    | 1     | 1     |
| 2023-2024             | AC Milan              | Serie A               | 29          | 6           | 1           | 1               | 0               | 0               | -                 | -                 | -                 | -          | -          | -          | C1+C3                          | 4+6                            | 0+4                            | 0+0                            | -          | -          | -          | 40    | 10    | 1     |
| 2024-2025             | AC Milan              | Serie A               | 18          | 0           | 0           | 2               | 0               | 1               | -                 | -                 | -                 | 1          | 0          | 0          | C1                             | 6                              | 0                              | 0                              | -          | -          | -          | 27    | 0     | 1     |
| 2025-2026             | AC Milan              | Serie A               | 0           | 0           | 0           | 1               | 0               | 0               | -                 | -                 | -                 | 0          | 0          | 0          | -                              | -                              | -                              | -                              | -          | -          | -          | 1     | 0     | 0     |
| Sous-total            | Sous-total            | Sous-total            | 47          | 6           | 1           | 4               | 0               | 1               | -                 | -                 | -                 | 1          | 0          | 0          | -                              | 16                             | 4                              | 0                              | -          | -          | -          | 68    | 10    | 2     |
| Total sur la carrière | Total sur la carrière | Total sur la carrière | 204         | 16          | 9           | 20              | 2               | 4               | 11                | 0                 | 3                 | 1          | 0          | 0          | -                              | 45                             | 8                              | 4                              | 10         | 0          | 2          | 291   | 26    | 22    |

## Vie personnelle
Ses demi-frères Wayne Cort, Carl Cort et Leon Cort sont également footballeurs. Ces deux derniers sont internationaux guyaniens.

## Palmarès

### En club
- Chelsea FC
  - Champion d'Angleterre en 2017.
  - Vainqueur de la Ligue Europa en 2019.
  - Finaliste de la Coupe de la Ligue anglaise en 2019.
  - Finaliste de la Coupe d'Angleterre en 2022
  - Vainqueur de la Supercoupe de l'UEFA en 2021.

- Milan AC
  - Vainqueur de la Supercoupe d'Italie en 2024

### En sélection
- Angleterre espoirs
  - Vainqueur du Tournoi de Toulon en 2016.

### Distinction personnelle
- Nommé meilleur joueur du Tournoi de Toulon en 2016.